# Beyond Fear
Beyond Fear – amerykański zespół heavymetalowy założony przez wokalistę Tima "Rippera" Owensa. Nazwę otrzymał w marcu 2005 roku. Pierwszy koncert zespołu odbył się 5 maja na BW&BK 6-Pack Weekend w Cleveland. W następnym roku, 8 maja, premierę miał pierwszy album grupy zatytułowany po prostu Beyond Fear.

## Muzycy
Obecny skład
- Tim „Ripper” Owens – śpiew
- John Comprix – gitara
- Dennis Hayes – gitara basowa
- Erik Elkins – perkusja

Byli członkowie
- Dwane Bihary – gitara

## Dyskografia
- Beyond Fear (2006)